# Gauripur
Gauripur è una suddivisione dell'India, classificata come town committee, di 23 477 abitanti, situata nel distretto di Dhubri, nello stato federato dell'Assam. In base al numero di abitanti la città rientra nella classe III (da 20 000 a 49 999 persone).

## Geografia fisica
La città è situata a 26° 4' 60 N e 89° 58' 0 E e ha un'altitudine di 25 m s.l.m.

## Società

### Evoluzione demografica
Al censimento del 2001 la popolazione di Gauripur assommava a 23 477 persone, delle quali 12 248 maschi e 11 229 femmine. I bambini di età inferiore o uguale ai sei anni assommavano a 2 620, dei quali 1 330 maschi e 1 290 femmine. Infine, coloro che erano in grado di saper almeno leggere e scrivere erano 17 683, dei quali 9 963 maschi e 7 720 femmine.